# Luciobarbus xanthopterus
Luciobarbus xanthopterus är en fiskart som beskrevs av Heckel, 1843. Luciobarbus xanthopterus ingår i släktet Luciobarbus och familjen karpfiskar. Inga underarter finns listade i Catalogue of Life.